# Spandarjan
Spandarjan (armeniska: Սպանդարյան, före 4 maj 1939 hette orten armeniska: Մելիքլար: Meliklar) är en ort i Armenien. Den ligger i provinsen Sjirak, i den nordvästra delen av landet, 70 kilometer nordväst om huvudstaden Jerevan. Spandarjan ligger 1 825 meter över havet och antalet invånare är 1 226.
Terrängen runt Spandarjan är kuperad österut, men västerut är den platt. Närmaste större samhälle är Maralik, 15,7 kilometer sydväst om Spandarjan.
Trakten runt Spandarjan består till största delen av jordbruksmark. Runt Spandarjan är det ganska tätbefolkat, med 120 invånare per kvadratkilometer.